# برنت سكستون
برنت سكستون (بالإنجليزية: Brent Sexton)‏ هو ممثل أمريكي، ولد في 12 أغسطس 1967 بسانت لويس في الولايات المتحدة.

## أعمال

### أفلام
- (2001)  الذكاء الاصطناعي[4][5][6]
- (2001) سماء الفانيلا[7]
- (2002) يكفي
- (2005) خطة رحلة
- (2008) دبليو

### مسلسلات
- آنجل
- القتل
- بوش
- جاغ
- جوال تكساس ووكر
- موردر
- التحقيق في موقع الجريمة
- كولد كيس
- هاواي فايف أو
- ويدز

## وصلات خارجية
- برنت سكستون على موقع IMDb (الإنجليزية)
- برنت سكستون على موقع ألو سيني (الفرنسية)
- برنت سكستون على موقع أول موفي (الإنجليزية)
- برنت سكستون على موقع قاعدة بيانات الأفلام السويدية (السويدية)
- برنت سكستون على موقع إن إن دي بي (الإنجليزية)
- برنت سكستون على موقع قاعدة بيانات الفيلم (الإنجليزية)
- برنت سكستون على موقع كينوبويسك (الروسية)